# Quốc tế ca Tuva
Quốc tế ca Tuva (tiếng Tuva: Тыва Интернационал, /tʰɯˈʋɑ intʲeɾnɐtsi.ɐˈnɑɫ/; tiếng Nga: Тувинский Интернационал, đã Latinh hoá: Tuvinskiy Internatsional) là một bài hát xã hội chủ nghĩa có giai điệu truyền thống của Tuva. Đây là quốc ca của Cộng hòa Nhân dân Tuva từ năm 1921 đến năm 1944. Nó thường bị liệt kê sai là phiên bản "Quốc tế ca" tiếng Tuva mặc dù hai bài hát hầu như không có điểm chung nào ngoài tên gọi giống nhau. Với giai điệu và lời bài hát khác nhau, Quốc tế ca nói về Quốc tế thứ nhất trong khi Quốc tế ca Tuva nhắc đến Quốc tế thứ ba.
Khi các cuộc cách mạng sau Thế chiến thứ nhất kết thúc, những người cộng sản chỉ lên nắm quyền ở ba quốc gia: Liên Xô, Tuva và Mông Cổ. Sau khi Liên Xô được thành lập, nước này lấy Quốc tế ca làm quốc ca. Để vinh danh điều này, các nhà soạn nhạc ở Tuva và Mông Cổ đã lần lượt sáng tác Quốc tế ca Tuva và Quốc tế ca Mông Cổ. Quốc tế ca Mông Cổ sau này được dùng làm quốc ca của Mông Cổ từ năm 1924 đến năm 1950.
Bài hát nằm trong album "60 Horses In My Herd. Old Songs And Tunes Of Tuva" (dịch 60 Con Ngựa Trong Đàn Của Tôi. Những bài hát và giai điệu cũ của Tuva) của nhóm nhạc Huun-Huur-Tu.

## Lời
| Tiếng Tuva | Chuyển tự | English translation |
| --- | --- | --- |
| Кадагааты каргызынга, Качыгдадып чораан арат Качыгдалдан чарып алган. Кайгамчыктыг Интернационал! Иштикиниң эзергээнге Эзергэдип чораан арат, Эзергэктен чарып алган. Энерелдиг Интернационал! Бөмбүрзектиң кырынайга Бүдүүлүкке чораан арат, Бүрүн эрге тыпсын берген. Бүзүрелдиг Интернационал! Үлетпүрчин тараачыннын Үнүп турар хувускаалын, Үргүлчү-ле баштап турар. Үш-ле дугаар Интернационал! | Kadagaatı kargızınga, Kaçıgdadıp çoraan arat Kaçıgdaldan çarıp algan. Kaygamçıktıg Internacional! Iştikiniñ ezergeenge Ezergedip çoraan arat, Ezergekten çarıp algan. Enereldig Internacional! Bömbürzektiñ kırınayga Büdüülükke çoraan arat, Bürün erge tıpsın bergen. Büzüreldig Internacional! Ületpürçin taraaçınnın Ünüp turar huvuskaalın, Ürülçü-le baştap turar. Üş-le dugaar Internacional! | From the foreign tyrants, Suffer proud peasants Slaughtered by evil. The alluring Internationale! Internally strained The oppressed proud peasants, Burdened at the expense of the people. The gracious Internationale! Global corruption And ignorant people. Conveying the complete new ways, Self-reliant Internationale! Proletarian peasants Making a revolutionary stand. To last for all-time, The Third Internationale! |